# Eunica ariba
Eunica ariba är en fjärilsart som beskrevs av Hans Fruhstorfer 1908. Eunica ariba ingår i släktet Eunica och familjen praktfjärilar. Inga underarter finns listade i Catalogue of Life.